# Gapless playback
Gapless playback (letterlijk: Terugspelen zonder gaten) is het afspelen van digitale geluidsdragers zonder korte tussenpauzes tussen de verschillende nummers. Hierdoor is het mogelijk om bijvoorbeeld livemuziek precies te horen zoals men in de studio heeft bedoeld. Gapless playback is normaal bij CD's, maar bij gecomprimeerd digitaal geluid als bij MP3s is het niet altijd beschikbaar. Dit kan vervelend zijn voor liefhebbers van muziek waarbij het belangrijk is dat de muziek speelt zonder de korte tussenpauzes, zoals bij operamuziek of albums van progressieve-rockbands à la Pink Floyd.